# Neomixis
Neomixis es un género de aves paseriformes perteneciente a la familia Cisticolidae. Anteriormente se clasificaba en la familia Timaliidae.

## Especies
El género comprende tres pequeñas aves forestales endémicas Madagascar:
- Neomixis striatigula, jiji grande.
- Neomixis tenella, jiji común.
- Neomixis viridis, jiji verde.

El jiji colicuña (Hartertula flavoviridis) se clasificaba en este género, pero estudios genéticos más recientes indicaron que está muy alegado filogenéticamente.